# Дісаппойнтмент
Дісаппойнтмент (англ. Disappointment) або Кумпупінтіл — пересихаюче солоне озеро в Західній Австралії. Воно розташоване на тропіку Козорога, на схід від шахтарського міста Ньюмен.

## Назва
Дісаппойнтментом, себто «розчаруванням» з англійської мови, назвав озеро дослідник Френк Ганн в 1897 році. Він вивчав регіон східного Пілбара навколо річки Радолл. Дослідник побачив, що струмки течуть кудись углиб материка, і пішов за їхньою течією в надії знайти велику прісну водойму. На його розчарування озеро виявилося солоним, тому згодом він назвав його Дісаппойнтмент.
У 2020 році озеру присвоєно назву, яку воно має в місцевих корінних жителів — Кумпупінтіл.

## Географія
Розташоване на тропіку Козорога, на схід від шахтарського міста Ньюмен і спільноти Джигалонг на північному боці Малої Піщаної пустелі та на південь від національного парку Карламілі.
Озеро безстічне і періодично пересихає, більшість року сухе.
Вода солона, непридатна для пиття. Наповнюючись водою, слугує місцем проживання для багатьох птахів. Висихаючи, вода лишає соляні відклади. Околиці складаються переважно з піщаних дюн.

## У культурі аборигенів
У корінних народів це озеро відоме як Кумпупінтіл. В навколишніх племен кураджарра, канман, картуджара та путіджара існує табу на відвідання озера. Табу походить від міфологічних асоціацій озера з лисими ікластими людоїдами нгаюрнангалку (дослівно «з'їдять мене»), які, як вважають аборигени, живуть під його поверхнею.